# Slag
Slag es un personaje ficticio del universo de Transformers él es un miembro de los Autobots del grupo de los Dinobots y su modo alterno es un Triceratops.

## Historia
Slag pertenece al grupo de los Dinobots junto con Grimlock su líder, Sludge, Swoop y Snarl, este Dinobot es el más violento de los cinco Dinobots quien también se le describe una menor capacidad intelectual, cuando este quiere pelear se mantiene al margen de su líder Grimlock, Slag tiene un lanzallamas en su boca, que lo ayuda en la defensa y en el ataque incluyendo cuando atacó a los Centinelas de Shockwave quien este lo tenía secuestrado para sacar Cybertronium para sus colegas Decepticons y a Unicron en el año 2005.
En la tercera temporada no obtiene un rol tan principal sirvió de apoyo incluso cuando su líder Grimlock convoca a todos los primitives (Aquellos transformers que su modo alterno es de animal) a quienes los convocó para acabar contra Tornatron quien es destruido por Grimlock quien logra salvar la galaxia.

## Películas

### Transformers: la era de la extinción
Slug, junto con el resto de los Dinobots es encontrado por Optimus en la nave de Lockdown, pintado como uno de sus trofeos valiosos al ser de los caballeros legendarios. Tiene la forma de un Triceratops mecánico con varios cuernos y color gris. Al necesitar ayuda para combatir con el ejército de Galvatron, Optimus lo libera y es domado por Drift, Al final se va libre con los Dinobots.

### Transformers: el último caballero
Slug se encuentra entre los Autobots que toman refugio en el depósito de chatarra de Cade Yeager. Durante la invasión del TRF y los Decepticons en el depósito de chatarra, Slug ataca una flota de carros del TRF junto con Grimlock. A pesar de que no se le ve después de esto, Slug, presumiblemente, se suma a los otros Autobots en volver a Cybertron en la nave de Lockdown.
Mini-Slug, un Dinobot bebé, también aparece como uno de los Autobots en el depósito de chatarra de Cade. Se lleva bien con Izabella y todas partes del mundo con los otros Autobots.
- Datos: Q2880727